# Almolonga (Guerrero)
Almolonga es una localidad del estado mexicano de Guerrero. Es parte del municipio de Tixtla de Guerrero.

## Toponimia
El nombre «Almolonga» proviene de los términos en náhuatl: atl, agua; moloni, emanar; can, locativo. Su significado es «Lugar donde emana el agua».

## Demografía
| Gráfica de evolución demográfica |
|                                  |

| Censo | Población |
| ----- | --------- |
| 1900  | 470       |
| 1910  | 514       |
| 1921  | 755       |
| 1930  | 889       |
| 1940  | 1 183     |
| 1950  | 1 173     |
| 1960  | 1 124     |
| 1970  | 1 457     |
| 1980  | 1 216     |
| 1990  | 1 464     |
| 2000  | 1 263     |
| 2010  | 1 230     |
| 2020  | 1 284     |